# Ontbijtkoek
Ontbijtkoek of peperkoek is een koeksoort met als belangrijke ingrediënten roggemeel, suiker en een aantal koekkruiden. De koek kent verschillende varianten en namen, zoals snijkoek, lekkerkoek, zoete koek, hapkoek, honingkoek, kruidkoek of pondkoek.

## Ontstaan en samenstelling
Ontbijt- of peperkoek heeft een lange geschiedenis. Een variant ervan was bij de oude Egyptenaren en Romeinen al bekend. In de Lage Landen werd het aanvankelijk vooral in kloosters gebakken. In de middeleeuwen ontstonden peperkoekbakkers. Bakkers in koekstad Deventer specialiseerden zich en exporteerden het baksel, waarvan de samenstelling aan strenge voorwaarden moest voldoen, via de Hanze naar verre streken. In de loop van de negentiende eeuw vond de productie steeds meer fabrieksmatig plaats.
De koek wordt gemaakt van roggemeel, waaraan zijn toegevoegd suiker, glucose-fructose-stroop en/of honing, een aantal koekkruiden (met name kaneel, kruidnagel en nootmuskaat) en rijsmiddel, bijvoorbeeld bakpoeder, en eventueel tarwemoutmeel (voor de kleur). Een hele ontbijtkoek weegt tussen de 450 en 600 gram. In 100 gram koek zit ongeveer 1,2 gram vet en 69,5 gram koolhydraten.
Voor de bereiding van de ontbijt- of peperkoek bestaan verschillende recepten, maar het deeg wordt doorgaans in fasen bereid die samen enkele dagen kunnen duren. In de eerste fase wordt een eenvoudig zoet deeg gemaakt. Na rijping (enkele dagen) wordt het deeg gekneed, en worden suiker of honing, koekkruiden en bakpoeder toegevoegd, en eventueel vruchten of andere producten. Daarna wordt het geheel gedurende een uur gebakken op 180° C.
Ontbijt- of peperkoekvarianten kennen toevoegingen van appel, gember, kandij, noten, rozijnen en sukade.
Hoewel het product soms daarvoor doorgaat is het niet gezond, vanwege het hoge suikergehalte.

## Peperkoek in België
Vanaf de dertiende eeuw stond Vlaanderen bekend voor zijn met honing bereide peperkoek. Er waren verschillende variaties in omloop. In Gent voegden de peperkoekbakkers amandelschilfers en stukjes gekonfijte sinaasappelschillen als versiering toe. Filips de Goede, hertog van Bourgondië, zou zo verlekkerd geweest zijn op de Vlaamse peperkoek dat hij deze lekkernij introduceerde in Frankrijk. Er bestond in die tijd zelfs een export naar Engeland. De peperkoekbakkerijen bevonden zich in die streken waar de bijenteelt werd beoefend. In de 16de en 17de eeuw floreerde de imkerij. De honing- en wasproductie was voldoende voor de binnenlandse markt. Peperkoek en andere zoetigheden kwamen in het bereik van de gewone bevolking, die deze op speciale gelegenheden zoals Nieuwjaar en Kerstmis lieten smaken.
Peperkoek werd ooit door Vlaamse IJslandvaarders gebruikt als medicijn tegen zogenoemde mouwfreters, ontstekingen aan de pols die ze opliepen bij het van ingewanden ontdoen van de gevangen vis. Als remedie werd peperkoek op de aangetaste plekken gedaan.
In Vlaanderen en in het zuiden van Nederland is peperkoek de algemene Middelnederlandse benaming voor deze koek. In de Kempen sprak men vroeger ook van pondkoek, omdat de koek per pond afgesneden en verkocht werd. Bekende producenten hiervan zijn Vondelmolen, Meli en Lotus Bakeries. De Vreese-Van Loo, de oudst bekende industriële producent uit dit rijtje, is in 2021 door Vondelmolen overgenomen, die ongeveer 70% van alle Belgische peperkoeken bakt. Een Belg eet gemiddeld een halve kilo peperkoek per jaar.

## Ontbijtkoek in Nederland
Vanaf ongeveer 1500 wordt in Nederland ontbijtkoek geproduceerd, aanvankelijk vooral in Friesland en Utrecht. Later werd de koek ook gebakken in andere provincies. Vanaf de 19e eeuw wordt ontbijtkoek in Nederland door diverse grote bakkerijen vervaardigd. Koninklijke Peijnenburg B.V. werd marktleider, gevolgd door Bolletje en Modderman. In 2007 werden in Nederland 100 miljoen ontbijtkoeken verkocht. Dat was tweemaal zoveel als in het jaar 2000. Daarmee eet een Nederlander ongeveer 2 kilo per persoon per jaar.
Veel Nederlandse huishoudens beschikken over een speciale ontbijtkoektrommel om de eetwaar tegen uitdrogen te behoeden. Deze langwerpige broodvormige trommel was vroeger gemaakt van blik en later van kunststof.

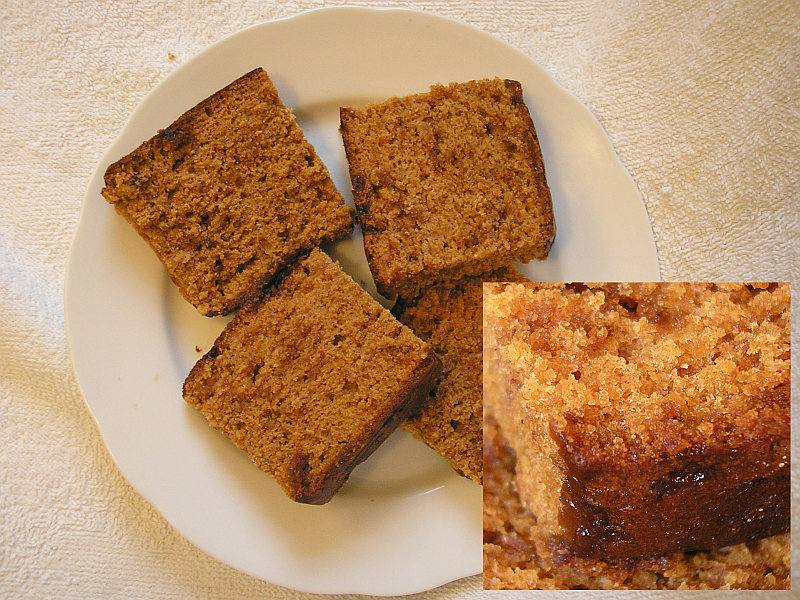
Friese kruidkoek

## Varianten
- Bossche koek
- Deventer koek
- Gemberkoek
- Groninger koek
- Kandijkoek
- Kruidkoek
- Oudewijvenkoek of "oal wief" (noorden van Nederland)
- Sukadekoek
- Venlose peperkoek
- Volkoren ontbijtkoek